# مايكل شولت (مغني)

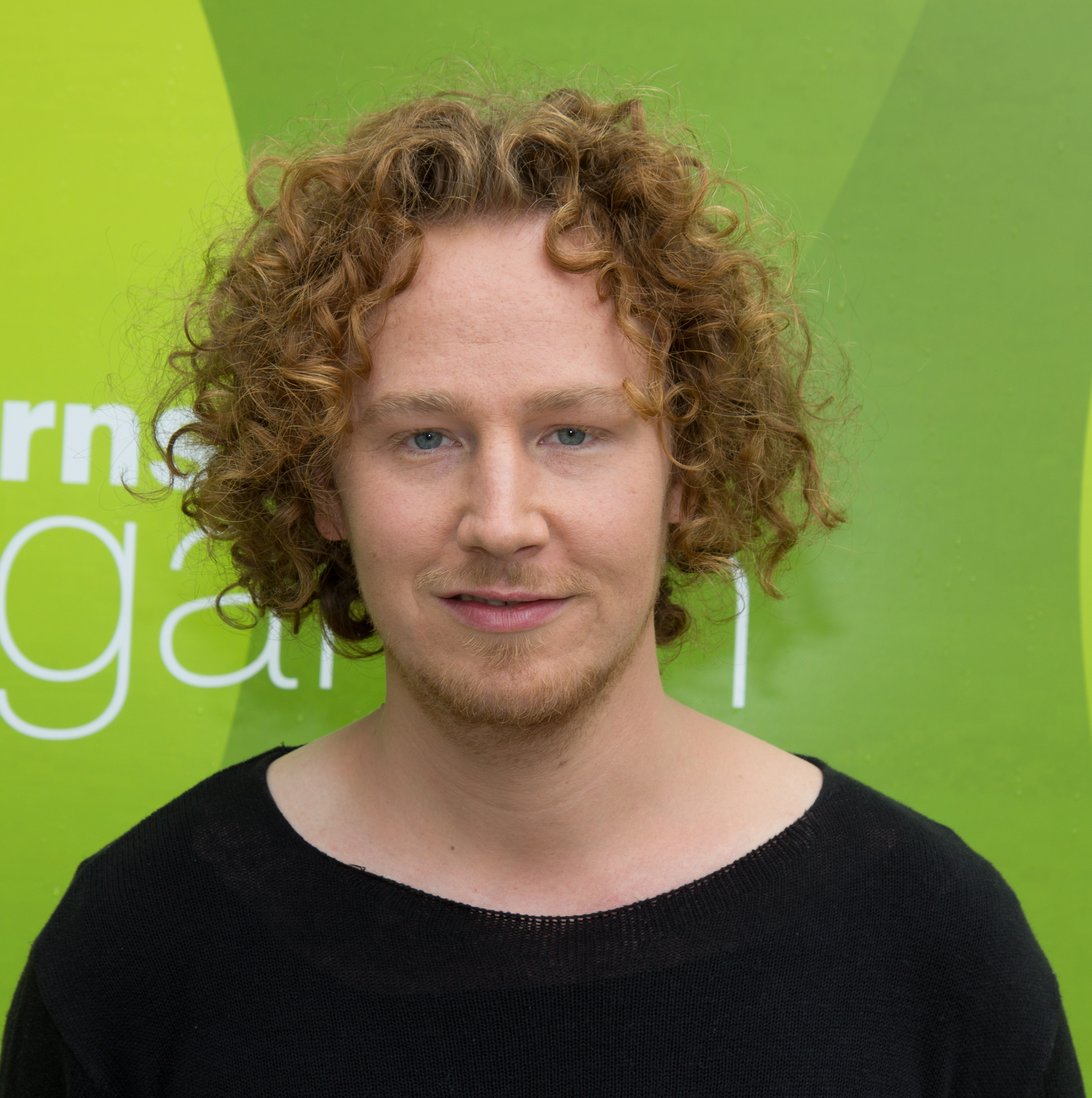
مايكل شولت

مايكل أنتوني شولت (تُلفظ بالألمانية: [ˈʃʊltə] ؛ من مواليد 30 أبريل 1990) مغني وكاتب أغاني ألماني. بدأ مسيرته الغنائية في عام 2008، حيث نشر أغنيات على قناته على اليوتيوب ثم احتل المركز الثالث في الموسم الأول من ذا فويس ألمانيا في عام 2012. أصدر ألبومه الأول بعنوان Wide Awake في وقت لاحق من ذلك العام. مثل ألمانيا في مسابقة الأغنية الأوروبية 2018 في لشبونة، البرتغال، بأغنية «You Let Me Walk Alone». احتل المركز الرابع برصيد 340 نقطة.

## النشأة
وُلد شولت في 30 أبريل 1990 في إيكرنفورد ونشأ أولاً في لينداو، وهي جزء من بورين في شلاي ثم لاحقًا في دوليروب، وهي بلدية صغيرة بالقرب من فلنسبورغ. التحق بمدرسة Duborg-Skolen الدنماركية وتخرج منها عام 2009. بعد ذلك أكمل خدمته المدنية.  توفي والده عندما كان عمره أربعة عشر عامًا فقط.